# Sean Lake
Sean Lake (* 6. Dezember 1991 in Whyalla) ist ein ehemaliger australischer Radrennfahrer und Ruderer.

## Karriere
Seine sportliche Laufbahn begann Sean Lake im Jahr 2006 als Ruderer. Im Nachwuchsbereich startete er auf internationalem Niveau ab 2011 dreimal bei den U23-Weltmeisterschaften im leichten Vierer sowie im leichten Einer. Im Jahr 2012 erreichte er dabei mit Platz sechs sein bestes Resultat. Beim Ruder-Weltcup wurde er einmalig im Jahr 2013 eingesetzt.
Bis zu diesem Zeitpunkt bestritt Lake Radsport als Hobby. Im Herbst 2014 gab er beim Melbourne to Warrnambool Cycling Classic sein Debüt als Radrennfahrer und gewann wenig später den australischen Klassiker Grafton to Inverell Cycle Classic. 2015 war das erste Jahr, in dem sich Lake gänzlich dem Leistungsradsport widmete. Er gewann Grafton to Inverell Cycle Classic erneut sowie eine Etappe der Tasmanien-Rundfahrt. Im Jahr darauf errang er den zweifachen Titel des Ozeanienmeisters, im Einzelzeitfahren sowie im Straßenrennen und konnte diesen Erfolg 2017 wiederholen. 2018 belegte er im Einzelzeitfahren der Ozeanienmeisterschaft Platz zwei.

## Erfolge
2016
- Ozeanienmeister – Straßenrennen
- Ozeanienmeister – Einzelzeitfahren

2017
- Ozeanienmeister – Einzelzeitfahren

2018
- Ozeanienmeisterschaft – Einzelzeitfahren

## Teams
- 2015 African Wildlife Safaris Cycling Team
- 2016 Avanti Isowhey Sport
- 2017 Isowhey Sports Swisswellness
- 2018 Bennelong SwissWellness Cycling Team